# Ericlaxmanita
L'ericlaxmanita és un mineral de la classe dels arsenats. Va ser anomenada en honor d'Erich G. Laxmann.

## Característiques
L'ericlaxmanita és un element químic de fórmula química Cu₄O(AsO₄)₂. Cristal·litza en el sistema triclínic. Els cristalls són prismes tabulars, laminars, curts; de fins a 0,1 mm i com a pseudomorfs de fins a 2 cm en crostes d'urusovita. La seva duresa a l'escala de Mohs és 3,5.

## Formació i jaciments
Va ser descoberta a la fumarola Arsenàtnaia, al volcà Tolbàtxik (óblast de Kamtxatka, Districte Federal de l'Extrem Orient, Rússia) en forma d'incrustacions complexes a la superfície de l'escòria de basalt o en obertures. Dipositada directament del gas volcànic o com a resultat de les interaccions entre el gas i les roques a temperatures >380 °C.